# Miguel Hernández Ortiz
Miguel Ángel Hernández Ortiz (Santiago, Chile, 23 de mayo de 1984) es un exfutbolista chileno que jugaba como delantero.Es primo del también exfutbolista Emilio Hernández.

## Trayectoria
Comenzó su carrera en las divisiones inferiores de Universidad de Chile, pero debido a la excesiva cantidad de delanteros tuvo muy pocas oportunidades, y el único partido que jugó fue un amistoso ante Santiago Wanderers en 2005. Después de ello partió a Santiago Morning. Paso por Universidad Concepción y finalmente volvió a Santiago Morning, donde terminó su carrera deportiva en el 2014.

## Clubes
| Club                      | País  | Año       |
| ------------------------- | ----- | --------- |
| Santiago Morning          | Chile | 2005-2011 |
| Universidad de Concepción | Chile | 2011-2012 |
| Santiago Morning          | Chile | 2012-2014 |